# Cefalotorace

Schema dell'anatomia di un Malacostraco

Il cefalotorace (chiamato prosòma nei chelicerati) è una struttura tipica degli aracnidi e dei malacostraci. Questi animali sono tipicamente a metameria eteronoma, in cui i metameri sono fusi assieme a formare appunto il cefalotorace (capo + torace); la parte restante del corpo è costituita dall'addome che negli aracnidi assume la denominazione di opistosoma.
Il cefalotorace è costituito dall'acron, parte terminale, e da sette segmenti con esso fusi insieme. Porta di norma sei paia di appendici, solo il primo segmento ne è privo, in quanto scomparse col tempo. Il primo paio di appendici è detto cheliceri, prensili e poste sul secondo segmento del cefalotorace, il secondo paio sono i pedipalpi, con funzioni soprattutto sensoriali; queste paia sono sviluppate soprattutto nei ragni. Le altre appendici legate al cefalotorace vengono dette zampe ambulatorie e sono adibite alla deambulazione .
Con il termine di prosoma si indica, come esatto sinonimo, la testa degli Insetti; per questi animali non è invece possibile usare indifferentemente i termini di mesosoma per indicare il torace e di opistosoma per indicare l'addome.

## Il cefalotorace nei Chelicerati
Nei Chelicerata, il cefalotorace non è originario dalla fusione di testa e torace, essendo mancante una tagmosi post-cefalica (quindi non vi è torace) nei più vicini antenati evolutivi. Per maggior correttezza si può dire dunque che il prosoma dei Chelicerati è formato dalla fusione del segmento della testa con il segmento del tronco posto anteriormente.
Il termine di addome è più generale, dato che indica strutture anatomiche non correlate nella maggior parte dei gruppo tassonomici, da cui l'uso raccomandato della terminologia adeguata di prosoma ed opistosoma.
Gli scleriti dorsali del cefalotorace sono tipicamente fusi in una struttura detta carapace, mentre quelli ventrali sono molto più ridotti e solitamente coperti dalla base prossimale dei pedipalpi.

## Il cefalotorace nei Crostacei
Nei Crostacei, il cefalotorace è derivato dalla fusione della testa (cephalon) e del tronco (thorax), comprendendo pertanto tutte le parti dell'apparato buccale, le antenne e le appendici toraciche (come ad esempio le zampe delle aragoste).